# Élégissement

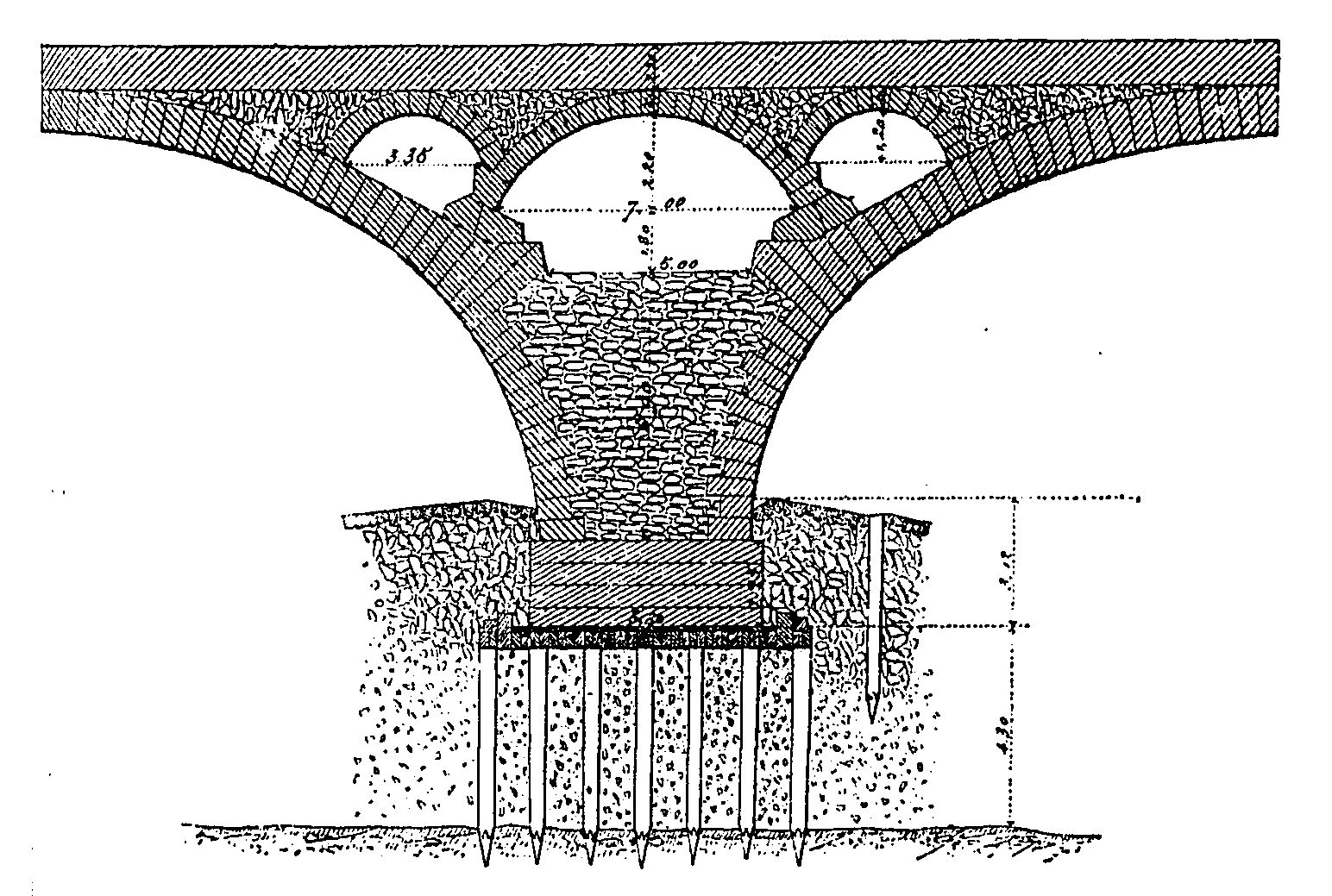
Coupe d'une pile du pont Wilson à Tours (France) et montrant les élégissements internes au moyen de voûtes transversales à l’ouvrage (Ernest Degrand, Ponts en maçonnerie, tome 2, 1888).

Un élégissement est un vide ménagé dans le tympan d’un pont en maçonnerie pour réduire le volume des matériaux (maçonneries ou remblais) que porte la voûte. Ce ou ces vides sont réalisés au moyen de petites voûtes accolées dont les axes sont parallèles ou perpendiculaires au plan de tête de l'ouvrage, et dont les piles reposent sur l'extrados de la voûte principale. 

## Fonctions
Les élégissements peuvent être utiles à plusieurs titres :
- réduction du poids total de l'ouvrage et diminution correspondante de la pression transmise par les culées et les piles au sol de fondation. C'est dans ce but que l'on prolonge souvent les voûtes d'élégissement au-dessus des piles et des culées, bien que l'allègement qui en résulte ne présente aucun intérêt au point de vue de la stabilité de la voûte principale[1] ;
- réduction de la charge portée par la voûte : la poussée, et par suite les résultantes des pressions transmises aux assises successives de l'ouvrage, subissent une diminution et l'allègement du tympan permet de réduire les épaisseurs de la voûte sans dépasser la limite pratique de résistance de la maçonnerie[2] ;
- modification dans la répartition de la charge portée par la voûte[2].

## Dispositions constructives

### Berceaux longitudinaux
Une première disposition consiste à disposer les berceaux des voutes d'élégissement longitudinalement, parallèlement à l’axe du pont. Ces berceaux présentent l’inconvénient de répartir les efforts sur la voûte de manière fractionnée, en des endroits ponctuels. Certaines zones ne reçoivent aucune charge tandis que d’autres, placées sous les piles des voûtes d'élégissement, supportent tout le poids. En outre, ces berceaux exercent une poussée sur les murs de tympans qui forment culée, et on est souvent obligé d'empêcher le déversement de ces murs au moyen de tirants métalliques qui exercent sur eux une traction en sens inverse de la poussée.

### Berceaux transversaux
Dans les berceaux transversaux, les arêtes sont perpendiculaires à l’axe du pont. Ces berceaux décomposent le poids du tympan en un certain nombre de charges concentrées, appliquées sur des voussoirs isolés de la voûte. Ils se prolongent souvent dans les murs des tympans et les évidements sont ainsi apparents.

### Berceaux croisés
Lorsqu'on veut minimiser le poids porté par un ouvrage, on est conduit à employer simultanément les deux systèmes de berceaux longitudinaux et transversaux, et à placer la chaussée sur des voûtes d'arêtes portées par des piliers isolés qui reposent sur l'extrados.
C'est la disposition adoptée pour l’ancien pont de l'Alma à Paris, construit en 1856 et détruit en 1970, ou dans le pont de Plauen.
On pratique parfois au-dessus des piles des grands ponts des élégissements formés par des voûtes surbaissées, à arêtes normales à l’axe du pont, dont les retombées sont placées sur l'extrados. Cette disposition peut nuire à la stabilité de l'ouvrage : elle conduit en effet à concentrer une partie notable du poids des tympans sur une zone ponctuelle de l'extrados qui porte les retombées, et à transmettre en outre à cette zone la poussée horizontale de la voûte d'élégissement.

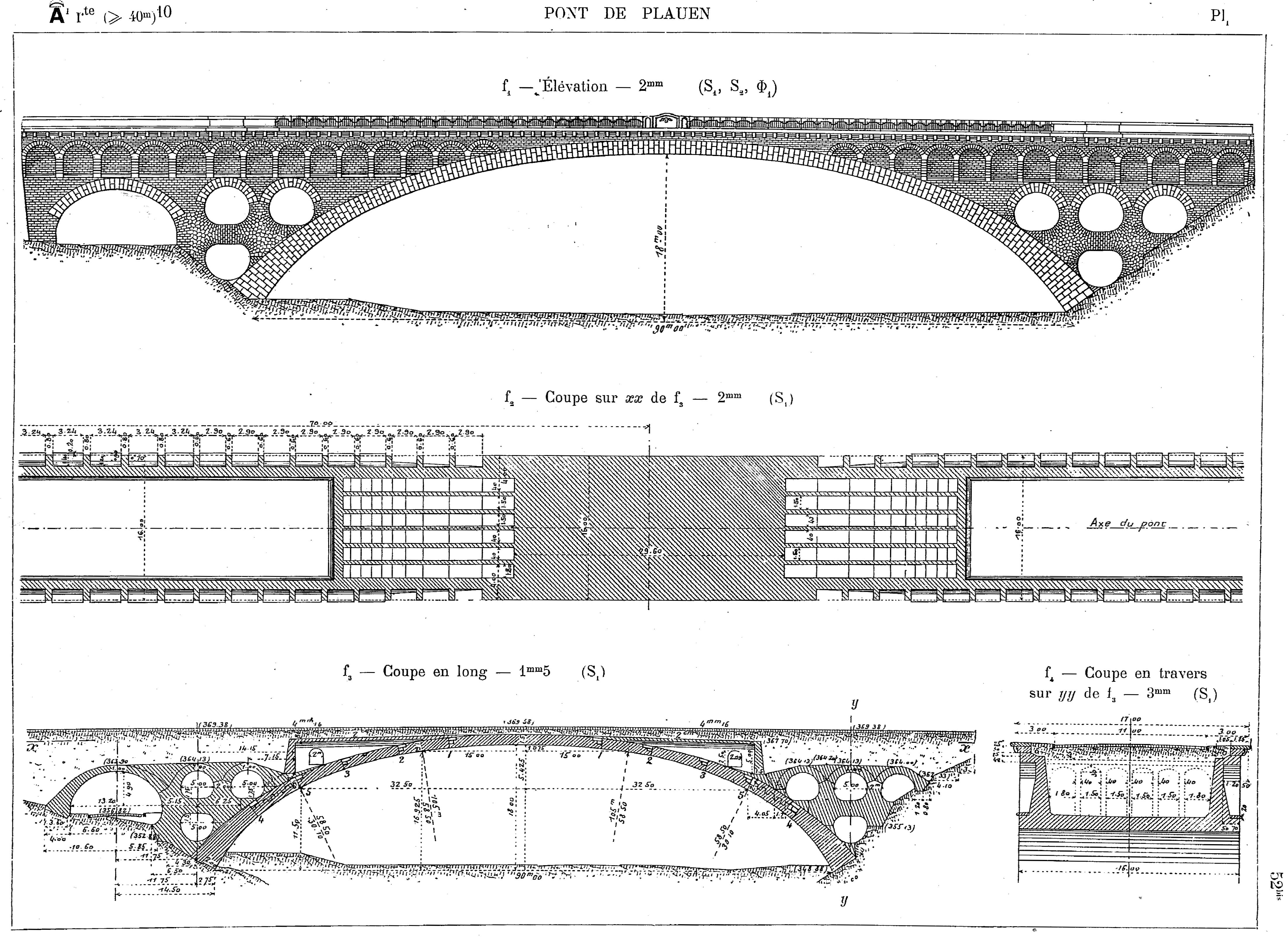
Pont de Plauen (Luxembourg), élégissements transversaux avec évidement complet traversant le tympan.